# Danubi Inferior
Danubi Inferior és una euroregió repartida entre Romania, República de Moldàvia i Ucraïna, i amb centre administratiu a Galați. El 2009 fou creada l'Associació per a la Cooperació Transfronterera "Euroregió Baix Danubi", amb seu a Galaţi. El desembre de 2009, la Presidència de l'Euroregió va ser traslladada a la província de Galaţi per als pròxims dos anys.

## Components

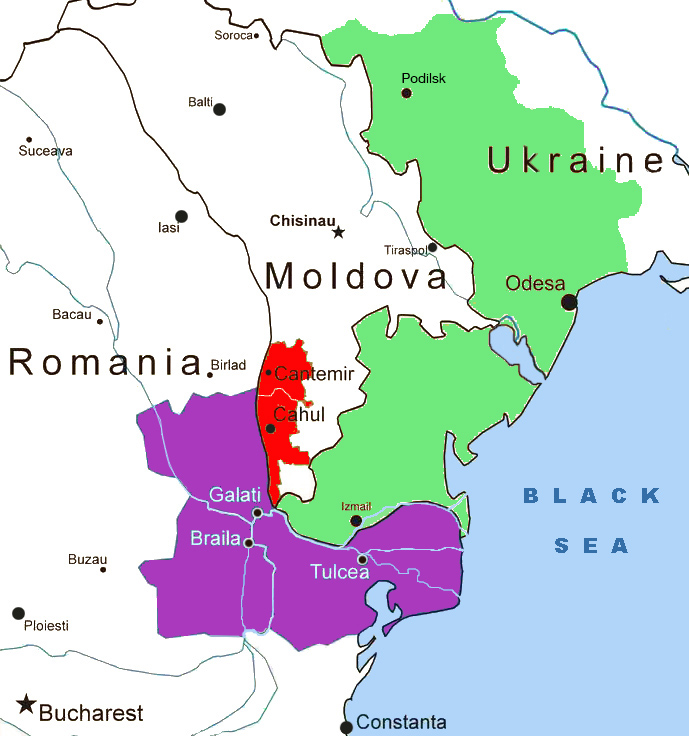

- Romania
  -  província de Galaţi
  -  província de Brăila
  -  província de Tulcea
- Moldàvia
  - Districte de Cantemir
  - Cahul
- Ucraïna
  -  Óblast d'Odessa

## Principals ciutats
- Romania: Galați (295.000) i Brăila (219.496), ambdues amb una àrea de 600.000 habitants, Tulcea (91.875) i Tecuci (53000).
- República de Moldàvia: Cahul (35.481) i Cantemir (12.734)
- Ucraïna: Odessa (1.001.000)